# Jean Belles-mains
Jean Belles-Mains (vers 1120 – 1204 ?, à Clairvaux), est un ecclésiastique du Moyen Âge. Il est évêque de Poitiers puis archevêque de Narbonne et enfin archevêque de Lyon.

## Graphie du nom
Jean Belles-mains est nommé avec de nombreuses graphies. 
- Jean de Bellesme[2]
- Jean de Bellesmains[3]
- Jean Bellesmains[4]
- Jean de Belles-mains[5]
- Jean de Bellisme[5]
- Jean de Belmeis[5]
- (latin) Ad albas manus[5]
- (latin) De bellis manibus[5]

## Enfance en Angleterre
Jean Belles-Mains est originaire d'Angleterre, probablement de Cantorbery. Il est trésorier de l'Église d'York en 1152. Là-bas, il se lie d'amitié avec Thomas Becket.

## Évêque de Poitiers
Il est ensuite promu évêque de Poitiers par la volonté d'Henri II d'Angleterre, en 1162, et confirmé par le concile de Tours en 1163.
En 1178, il participe à la mission pontificale d'Henri de Marcy et Pierre de Saint-Chrysogone contre les hérétiques du comté de Toulouse.
En 1181, il est brièvement archevêque de Narbonne.

## Archevêque de Lyon

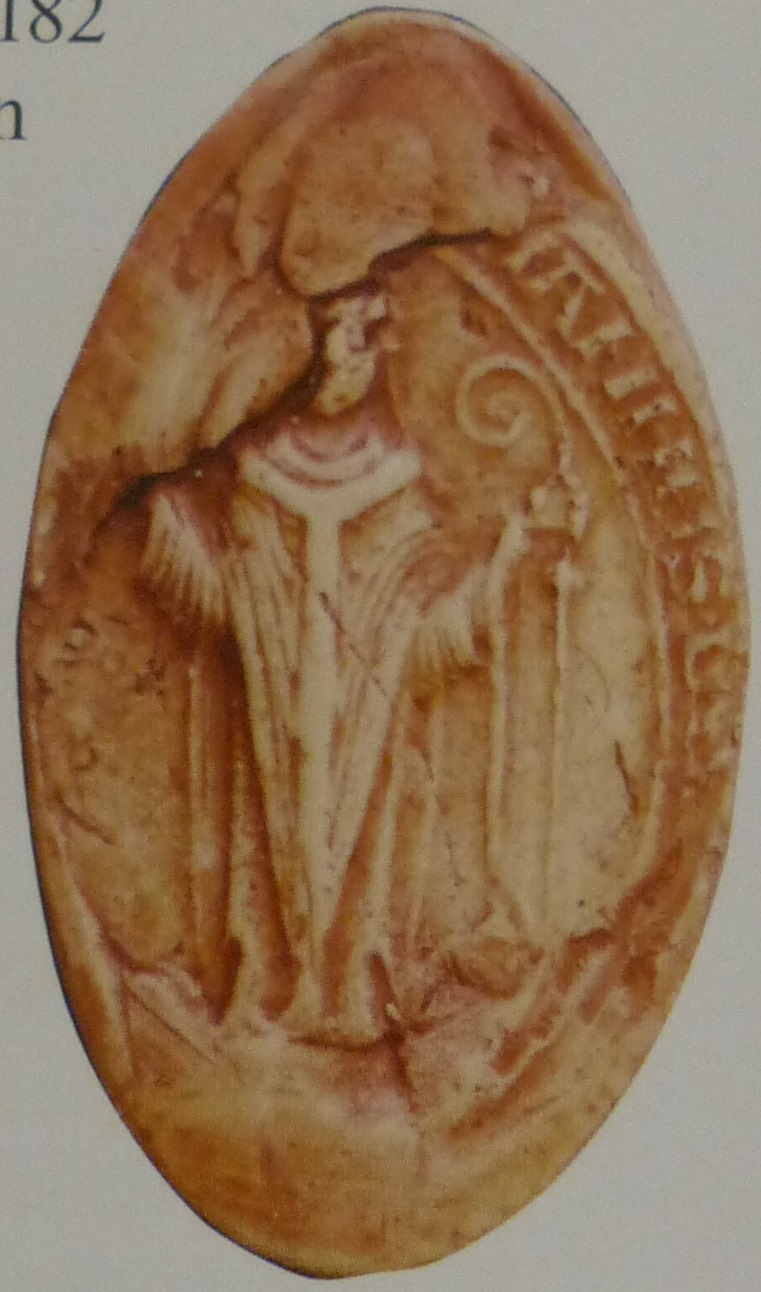
Sceau de Jean Belles-Mains.

En 1182, il est élu archevêque de Lyon et confirmé par le pape Alexandre III. 
Il obtient confirmation de la permutation par Philippe Auguste parallèlement à la confirmation des droits de garde que ce dernier fait au comte Guigues II ("Guigoni Forensi & Lugdunensi Comiti"). 
Par ailleurs, il fait construire un château à motte, la motte de Béchevelin comme mentionnée à la fin du XIIe siècle : « Et Johannes hujus ecclesie archiepiscopu... Castrum juxta ripam Rhodani sumptuose a fundo edificavit - Et Jean, archevêque de cette église... avait édifié un château près de la rive du Rhône... ».
Il dirige de nombreuses expéditions militaires contre des seigneurs ennemis ou des bandes de brigands. Il est rapidement sensible aux plaintes contre les vaudois, et les expulse en 1183, rompant ainsi radicalement avec la politique de son prédécesseur Guichard de Pontigny, lequel avait traité les "Pauvres de Lyon" comme de respectables évangélistes, légitimes soutiens de la réforme générale de l'Eglise.
En 1184, il se rend au concile de Vérone auprès de Lucius III et de Frédéric Barberousse. Ce dernier lui confirme ses droits et lui octroie une confirmation de la "bulle d'or".  Il semble ainsi s'être garanti contre les opposants au sein du chapitre.
La même année, il officialise la protection accordée par Guy II de Forez à l'abbaye cistercienne de Valbenoîte,,. 
En 1187, il autorise les chanoines des principaux chapitres lyonnais à ne plus vivre en communauté.
En 1189, il réduit encore les droits du chapitre en obtenant de Philippe Auguste que l'intérim de l'archevêché de Lyon soit confié à l'évêque d'Autun et non plus aux chanoines.
En l'honneur de Thomas Becket, il érige à Fourvière un chapitre qui lui est dédié.
En 1193, il se démet de ses fonctions et se retire à Clairvaux.
Ses armes étaient : D'argent à trois chevrons de gueules.